# Korskrogens IK
Korskrogens IK är en idrottsförening från Korskrogen i Sverige. Klubben bildades 1931.
Damfotbollslaget spelade tre säsonger i Sveriges högsta division under perioden 1978–1980.

### Fotnoter
1. ↑  Jimmy Lindahl (27 februari 2004). ”Maratontabell för högsta damserien 1978-2003”. Bolletinen. http://www.bolletinen.se/sfs/pdf/stat_d_maraton_1978_2003_maratontab_f_hogsta_damserien.pdf. Läst 14 oktober 2013.